# 무진 (불교)
무진(無瞋,
산스크리트어: apratigha,  adveṣa,
팔리어: adosa,
영어: good will,
non-aggression,
non-hatred,
imperturbability,
non-anger)은 선근(善根) 중의 하나이며, 설일체유부의 5위 75법에서 심소법(心所法: 46가지) 중 대선지법(大善地法: 10가지) 가운데 하나이며, 유식유가행파와 법상종의 5위 100법에서 심소법(心所法: 51가지) 중 선심소(善心所: 11가지) 가운데 하나이다. 무진(無瞋)은 유정(有情)과 비유정(非有情)에 대해 미워하지 않는 마음작용이다. 설일체유부의 중현(衆賢)은 《아비달마장현종론(阿毘達磨藏顯宗論)》에서, 무진(無瞋)이란 유정이나 비유정에 대해 미워하거나 해치려는 마음이 없는 애민(哀愍: 가엾고 불쌍히 여김)의 종자라고 말하고 있다.

## 같이 보기
- 진(瞋)

## 참고 문헌
- 권오민 (2003). 《아비달마불교》. 민족사.
- 세친 지음, 현장 한역, 권오민 번역 (K.955, T.1558). 《아비달마구사론》. 한글대장경 검색시스템 - 전자불전연구소 / 동국역경원. K.955(27-453), T.1558(29-1). |title=에 외부 링크가 있음 (도움말)
- 운허.  동국역경원 편집, 편집. 《불교 사전》. |title=에 외부 링크가 있음 (도움말)
- 중현 지음, 현장 한역, 권오민 번역 (K.957, T.1563). 《아비달마장현종론》. 한글대장경 검색시스템 - 전자불전연구소 / 동국역경원. K.957(28-1), T.1563(29-777). |title=에 외부 링크가 있음 (도움말)
- (중국어) 星雲. 《佛光大辭典(불광대사전)》 3판. |title=에 외부 링크가 있음 (도움말)
- (중국어) 세친 조, 현장 한역 (T.1558). 《아비달마구사론(阿毘達磨俱舍論)》. 대정신수대장경. T29, No. 1558, CBETA. |title=에 외부 링크가 있음 (도움말)
- (중국어) 중현 조, 현장 한역 (T.1563). 《아비달마장현종론(阿毘達磨藏顯宗論)》. 대정신수대장경. T29, No. 1563, CBETA. |title=에 외부 링크가 있음 (도움말)